# アドリアン・ファン・デル・ブルフ
アドリアン・ファン・デル・ブルフ（Adriaen van der Burgh、生年不明 - 1668年5月29日）は、第20代のオランダ商館長である。

## 略歴
ファン・デル・ブルフはオランダ領台湾において商業見習いおよび会計士として勤務した。1651年11月1日から1652年11月3日まで、出島のオランダ商館長を務めた。1654年に、私貿易の疑いで台湾から呼び戻された。台湾の行政長官（1636年 - 1640年）であったヨハネス・ファン・デル・ブルフは、彼の兄弟であったと思われる。1668年5月29日、デルフトにおいて死去。

## 参考資料
- Wijnaendts van Resandt (1944) De gezaghebbers der Oost-Indische Compagnie op hare buiten-comptoiren in Azië, p. 142.

| 先代 ピーテル・ステルテミウス | オランダ商館長（第20代） 1651年11月1日 - 1652年11月3日 | 次代 フレデリック・コイエット |